# Dale Carrick
Dale Carrick (Edimburgo, 7 gennaio 1994) è un calciatore scozzese, attaccante dello Stirling Albion.

## Caratteristiche tecniche
Centravanti, può giocare sia come seconda punta sia come ala destra.

## Carriera

### Club
Ha giocato nella prima divisione scozzese.

### Nazionale
Ha giocato nelle nazionali giovanili scozzesi Under-19 ed Under-21.

## Palmarès

### Club

#### Competizioni nazionali
- Scottish Championship: 1

Hearts: 2014-2015
- Scottish League Two: 1

Stirling Albion: 2022-2023